# Бохенський Степан Іванович

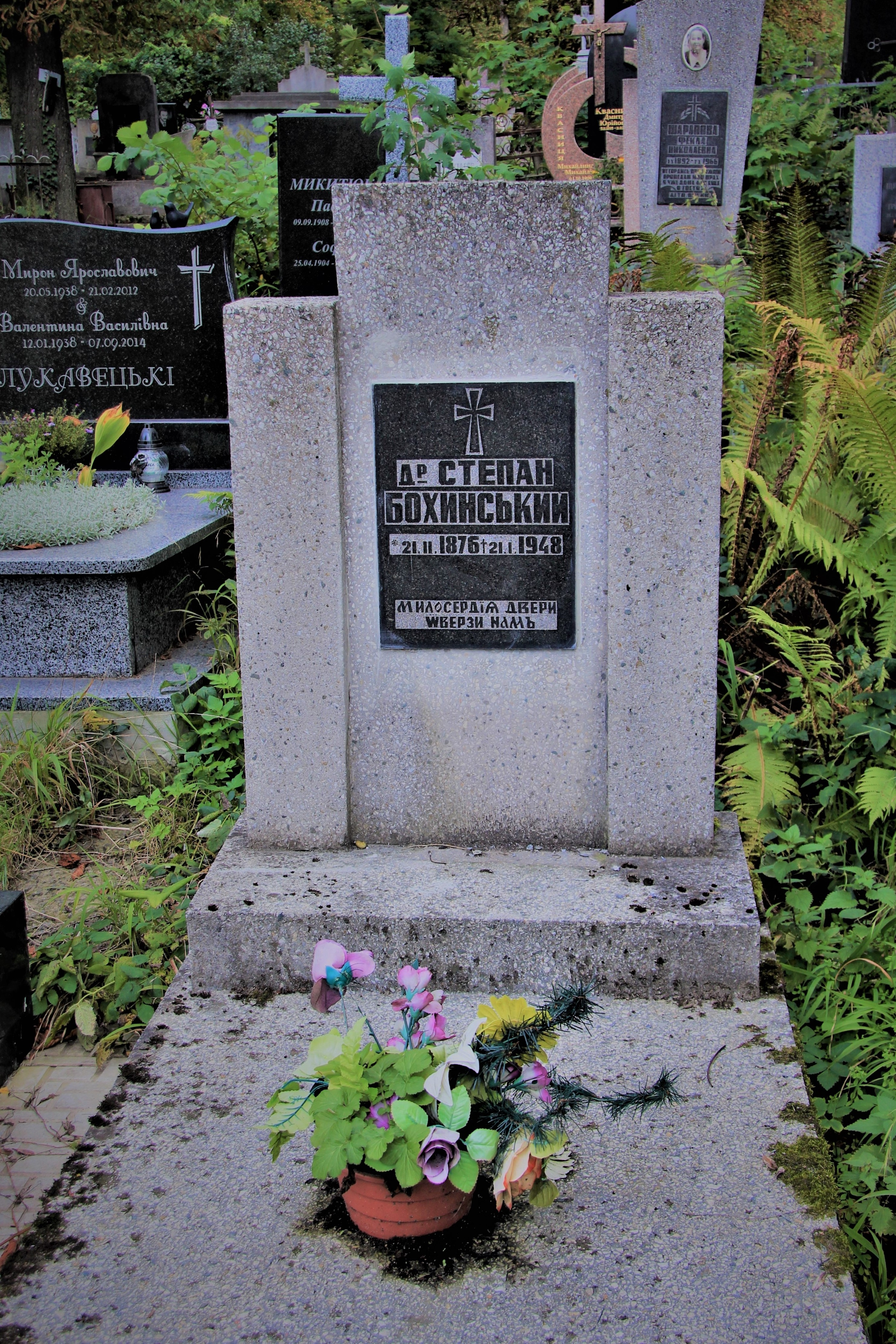

Степан Іванович Бохенський (21 лютого 1876, с. Зарубинці, Тернопільська область — 21 січня 1948) — український правник, громадський діяч. Доктор права. Брат Євгенії Бохенської, зять о. Володимира Громницького.

## Життєпис
Степан Бохенський народився 21 лютого 1876 року в селі Зарубинцях, нині Збаразької громади Тернопільського району Тернопільської области України.
Навчався в гімназії у м. Тернопіль, Львівському університеті.
Помічник адвоката в м. Золочів на Львівщині; провадив канцелярію у Збаражі, де учасник «Листопадового зриву»; очолював прибічну (громадську) раду при повітовому комісаріаті.
У 1920—1930-х роках працював адвокатом; діяльний в українському громадському житті. У 1941—1944 роках — нотаріус.
Похований у Львові на 31-му полі Янівського цвинтаря.